# Tatynia
Tatynia (tysk: Hagen) er en landsby i det vestlige Polen, i zachodniopomorskie voivodskab (Stettin Byområde, mellem byer Police, Nowe Warpno og Szczecin). Tatynia ligger på Police-sletten ved floden Gunica i Wkrzanskaskoven (polsk: Puszcza Wkrzańska, tysk: Ueckermünde Heide).

## Transport
- vejen til Tanowo, Wieńkowo og Police - Jasienica

## Turisme
- Kirke (17. århundrede) i Tatynia
- Kajak-vejen på floden Gunica: Węgornik – Tanowo – Tatynia – Wieńkowo – Police (Jasienica)

## Natur (omegn)
- Gunica (flod)
- Wkrzanskaskoven (polsk: Puszcza Wkrzańska, tysk: Ueckermünder Heide)

## Byer ved Tatynia
- Police
- Nowe Warpno
- Szczecin

## Landsbyer ved Tatynia
- Tanowo
- Wieńkowo
- Trzeszczyn